# きつね日和
きつね日和は、フリーで活動している漫才コンビ。2019年結成。2025年3月末までビクターミュージックアーツに所属していた。

## メンバー
おいなり達也 (オイナリ タツヤ、1994年12月16日（30歳）)
- ツッコミ（ネタによってはボケ）担当。立ち位置は向かって左。
- 北海道帯広市出身。帯広大谷高校、学校法人滋慶学園札幌放送芸術専門学校（現・札幌ミュージック＆ダンス・放送専門学校）卒業[1]。
- 趣味は映画鑑賞、AV鑑賞、風俗、自分磨き、読書、散歩、レトロゲーム、創作料理、アニメ・マンガ関連の情報収集、イラスト・デザイン、妖怪の絵。[2]
- いなり寿司マイスター、柔道初段、パンシェルジュ検定3級、オトナの検定シリーズ(日本ＡＶ検定【１級】、日本ソープランド検定、日本セルショップ検定)と数多くの資格を持っている。
- YouTubeでの芸名は『ピザ・ハヤシ』。名前の由来は、仲間内で作った『ピザを食べながらだべる会』で動画投稿をしようということになったため。ここで培った動画編集技術を活かして、動画審査オーディションの動画編集も行っている。
- 性知識に長けており、日本AV検定1級、日本ソープランド検定、日本セルショップ検定を持っている。お気に入りは、新宿プチドールのみつきさんと渋谷ミルキーラテのれいさんと新宿ストロベリージャムのゆうさん。
- 「ダメだろー！！」「おーい！！」という一発ギャグがある。
- M-1グランプリの予選で「ダメだろー！！」をした瞬間にズボンの股部分が裂けたことがある。
- 自宅にトコジラミが発生したが、自力で撃退した経験がある。
- 小学生時代に動物園の遠足で動物を逃してしまったことがある。
- 過去に「松本」という名前のハムスターを飼っていた。（相方の松本と出会う前）
- 専門学校の同級生だったKento（現在はものまね芸人）とのコンビ『ブレイブバート』を結成し、オスカープロモーションに所属していたが、2016年11月に解散。
- ピン活動中に3度芸名を変えている(ふきだし→めざわり→おいなり達也)
- 8歳上の兄(既婚)がいる。父親は歯がない。
- アパートの住所がファンにバレている。

松本昌大（マツモト マサヒロ、1994年1月14日（31歳））
- ボケ（ネタによってはツッコミ）担当。立ち位置は向かって右。
- 石川県金沢市出身。遊学館高等学校、帝京大学卒業[3]。ワタナベコメディスクール28期生。
- 趣味はアイドル(坂道シリーズ。特に中西アルノ、大沼晶保が好き)・野球・ボウリング(休止中)・ゴルフ(休止中)・相方[4]。
- 高校時代に野球でケガをして野球部を退部。ゴルフの大会に出るためにゴルフ部を設立する。
- 社会人時代は成城石井で副店長をしており、スーパーマーケット検定1級も持っている。
- 自身が面白いことを証明するために、脱サラして芸人になった。
- 芸人の社会人野球チームに所属している。
- ラーメン二郎が好き。
- ライブでおいなりに飛び蹴りをした瞬間にズボンの尻部分が裂けたことがある。
- 5歳下の妹(既婚)がいる。

## 略歴
「ブレイブバート」解散後にピン芸人として活動していたおいなり達也と、同じくピン芸人だった松本昌大の二人が、共通の知り合いを通じて知り合って結成。約1年間のフリー期間を経て、ビクターミュージックアーツに所属。2023年に、ビクターミュージックアーツ所属芸人として初めてM1グランプリの準々決勝に進出した。2024年には初の単独ライブ「荼枳尼天」を行う。2025年3月末をもってビクターを退所。フリーで活動していくことを発表した。6月には「きつね日和全国武者修行ツアー〜きつねの恩返し〜」と題する全国ツアーを8月から行うことを発表。費用はクラウドファンディングから捻出するとのこと。

## 芸風
主にしゃべくり漫才を行う。松本のボケに対しておいなりが「ダメだろー！」と腕を振り下ろしながら叫ぶ漫才が特徴。
その他にも、おいなりがボケ・松本がツッコミの、しばき漫才。おいなりの脳の処理速度が遅いことを利用したパニック漫才等もある。

## 賞レースの戦歴
M-1グランプリ
| 年度             | 結果         | 会場                              | エントリー No. | 備考                                        |
| ---------------- | ------------ | --------------------------------- | -------------- | ------------------------------------------- |
| 2019年（第15回） | 1回戦敗退    | [東京] 新宿シアターモリエール     | 3186           |                                             |
| 2020年（第16回） | 1回戦敗退    | [東京] シダックスカルチャーホール | 62             |                                             |
| 2021年（第17回） | 2回戦進出    | [東京] 雷5656会館ときわホール     | 2654           |                                             |
| 2022年（第18回） | 3回戦進出    | [東京] よしもと有楽町シアター     | 1818           | 3回戦の観客の反応が薄く、ネットで話題となる |
| 2023年（第19回） | 準々決勝進出 | [東京] ルミネtheよしもと          | 4266           | 1回戦（沼津会場）1位通過                    |
| 2024年（第20回） | 準々決勝進出 | [東京] ルミネtheよしもと          | 7220           | 2回戦敗退後、追加合格し3回戦進出            |

その他
- 我慢強い-1GP 優勝 (おいなり)[12]
- 第2回石巻お笑いマスター決定戦 優勝[13]
- マシェバラアワード2022 マシェバラ賞
- ふるさと-1グランプリ2022 準優勝[14]（審査員票の全てを獲得するも、観客票で負けた。）
- 出囃子大賞典 決勝戦進出[15]
- 球-1グランプリ 決勝進出[16]
- のむシリカPresents お笑いJACK POT 優勝
- V-1グランプリ 優勝
- 決戦!お笑い有楽城 決勝進出
- 第45回 ABCお笑いグランプリ 最終予選進出

## 出演
コンビ出演のみを記載。単独出演は「おいなり達也」を参照。

### TV
- 内村のツボる動画 - スター発掘 ウチムラさーん！ (TX）
- 新春!爆笑ヒットパレード(フジテレビ 2023年1月1日[17])
- ぽかぽか - 火曜笑市コーナー（フジテレビ）
- 知らなくて委員会 (HBC)
- 泣くなよの〇〇しても泣くなよ（ミクチャTV）

### ネット番組
- マシェバラeveryday!(マシェバラ 月曜MC 2022年4月-[18])
- WINTICKET ミッドナイト競輪 奈良 F2 第2日 WINTICKET杯（Abema）

### ラジオ
- 妖怪TALK（FMフジ）
- Room in the ear～ワラウェーブ～(FM FUJI）
- 💥きつね日和の口撃準備💥（Radiotalk）
- きつね日和の【狐の化かし合い】(stand.fm)

### CM
- ピッコマ「アメハナカラス」篇 (2021年)
- 三井住友カード「みんな同じだった」篇 (2021年)
- サントリー「BOSS」宇宙人ジョーンズ・夢の国篇 (2021年)

### 主催ライブ
- 漫才狂い（レギュラー（第13回目～）:ニモテン[注 1]、戦慄のピーカブー）
  - 第1回（2022年1月28日、下北沢ミネルヴァ）ゲスト：ニモテン、戦慄のピーカブー、ワンドール、パラママ、あはは、おおぞらモード
  - 第2回（2022年2月25日、下北沢ミネルヴァ）ゲスト：ニモテン、パラママ、よだれどり、ひつじねいり、めざめるパワー、フジーズ、ねこじゃらし
  - 第3回（2022年3月25日、下北沢ミネルヴァ）ゲスト：ニモテン、パラママ、幸せのトナリ、こだまペンギン、人間横丁、マードック、ゴールデン街の女、
  - 第4回（2022年4月22日、下北沢ミネルヴァ）ゲスト：ニモテン、観音日和、フランツ、百獣マダム、おミルク、飛鳥
  - 第5回（2022年5月27日、下北沢ミネルヴァ）ゲスト：ニモテン、戦慄のピーカブー、シマウマフック、トッキブツ、安心安全、くらげ、三拍子
  - 第6回（2022年6月24日、下北沢ミネルヴァ）ゲスト：ニモテン、ガララーガ、アーシングステップ、バッチトゥース、マードック、ネバーギブアップ
  - 第7回（2022年7月22日、下北沢ミネルヴァ）ゲスト：ニモテン、レーズンダイナマイト、十九人、バッチトゥース、おおぞらモード、ゴールデン街の女、
  - 第8回（2022年8月26日、下北沢ミネルヴァ）ゲスト：ニモテン、駆け抜けて軽トラ、チェリーボンボン、ぎったんばっこん、ドンココ、ワンドール
  - 第9回（2022年9月23日、下北沢ミネルヴァ）ゲスト：ニモテン、ぽんぽこ、戦慄のピーカブー、ガララーガ、ぶたマンモス、ゼロカラン
  - 第10回（2022年10月28日、下北沢ミネルヴァ）ゲスト：ニモテン、まーぶん、シマウマフック、ゴールデン街の女、、めざめるパワー、トライクレヨン
  - 第11回（2022年11月25日、下北沢ミネルヴァ）ゲスト：アーシングステップ、ちかえのこども！！、エコブロック、アカシア、戦慄のピーカブー、三拍子
  - 第12回（2022年12月23日、下北沢ミネルヴァ）ゲスト：ニモテン、レインマンズ、車海老のダンス、トッキブツ、おミルク、マードック
  - 第13回（2024年1月26日、歌舞伎町Sparkle）ゲスト：十九人、バッチトゥース、ポテトカレッジ、橘井と小池
  - 第14回（2024年2月22日、歌舞伎町Sparkle）ゲスト：マードック、カラタチ、パンプキンポテトフライ、観音日和
  - 第15回（2024年3月22日、歌舞伎町Sparkle）ゲスト：ナユタ、たむかいかわさき、テキセツの街、レインマンズ、マリオネットブラザーズ、かもめんたる
  - 第16回（2024年4月26日、歌舞伎町Sparkle）ゲスト：ランデヴー、狛犬、金魚番長、小虎
  - 第17回（2024年5月24日、歌舞伎町Sparkle）ゲスト：めっちゃ最高ズ、ママタルト、センチネル、車海老のダンス、ひつじねいり
  - 第18回（2024年6月28日、歌舞伎町Sparkle）ゲスト：江戸マリー、梵天、にぼしいわし、レモンコマドリ
  - 第19回（2024年7月26日、歌舞伎町Sparkle）ゲスト：リニア、豆鉄砲、ミスター大冒険。、ストレッチーズ
  - 第20回（2024年8月23日、歌舞伎町Sparkle）ゲスト：うちまつげ、さすらいラビー、無尽蔵、三拍子
  - 第21回（2024年9月27日、歌舞伎町Sparkle）ゲスト：おミルク、バッチトゥース、ポテトカレッジ、骨付きバナナ
  - 第22回（2024年9月27日、歌舞伎町Sparkle）ゲスト：めっちゃ最高ズ、十九人、ミスター大冒険。、ポテトカレッジ、橘井と小池
  - 第23回（2024年11月21日、歌舞伎町Sparkle）ゲスト：橘井と小池、小虎、サイヤング、四天王、美魔女、リップグリップ
  - 第24回（2024年12月27日、歌舞伎町Sparkle）ゲスト：俺スナ

### 引用
1. ↑  “第253回（2022年6月21日） ゲスト：おいなり達也さん（芸人） | トピックス”. TBSラジオ FM90.5 + AM954～何かが始まる音がする～. 2023年1月14日閲覧。
2. ↑  “https://twitter.com/oinaritatuya”. Twitter. 2023年1月1日閲覧。
3. ↑  “Facebook”. www.facebook.com. 2023年10月27日閲覧。
4. ↑  “きつね日和”. Victor Music Arts [ビクターミュージックアーツ株式会社]. 2023年1月1日閲覧。
5. ↑  “きつね日和 - 出囃子-DEBAYASHI- | ブレイク前のお笑い芸人のライブが定額で見れるサービス”. debayashi.life (2023年3月1日). 2024年3月22日閲覧。
6. 1 2 3 4 5  “きつね日和 | コンビ情報”. M-1グランプリ 公式サイト. 2023年1月1日閲覧。
7. ↑  なお響がビクターミュージックアーツ所属前のソニー・ミュージックアーティスツ時代に進出経験がある。
8. ↑  Inc, Natasha. “きつね日和が初単独を開催「10年の集大成を出せるような最高のライブに」（コメントあり）”. お笑いナタリー. 2024年4月26日閲覧。
9. ↑  “きつね日和全国ツアー実現プロジェクト︎︎！”. camp-fire.jp. 2025年6月5日閲覧。
10. ↑   (日本語) きつね日和/漫才『副流煙』 2023年1月5日閲覧。
11. ↑   (日本語) きつね日和/漫才『商店街ロケ』 2023年1月5日閲覧。
12. ↑  “バナナマン日村、小道具ネタに爆笑「スーパー面白い！」 (2019年7月5日) - エキサイトニュース(2/2)”. エキサイトニュース. 2023年1月1日閲覧。
13. ↑  “石巻愛あふれる「お笑いマスター決定戦」 優勝きつね日和、２位に泣くなよ”. 河北新報オンライン (2022年1月25日). 2023年1月1日閲覧。
14. ↑   (日本語) 【ウエストランドさんM-1優勝記念】キレキレのMCを見せたふるさと-1グランプリ2022決勝戦inしもきたドーン（アーカイブ） 2023年1月5日閲覧。
15. ↑  Inc, Natasha. “【ライブレポート】今年もっとも力を入れたネタで競う大会でスーパーニュウニュウ優勝、30万円獲得（写真18枚）”. お笑いナタリー. 2023年1月2日閲覧。
16. ↑  “球-1グランプリ2023決勝戦”. TIGET. 2023年7月27日閲覧。
17. ↑  “https://twitter.com/sikimatsu/status/1609392754454593537”. Twitter. 2023年1月1日閲覧。
18. ↑  “女優・芸人・レースクイーンなど多彩な顔ぶれがノミネート！ 「マシェバラアワード2022」授賞式を動画で公開”. プレスリリース・ニュースリリース配信シェアNo.1｜PR TIMES. 2023年1月2日閲覧。